# Музикален клавиш
Клавишът е специфична част от музикален инструмент. Предназначението и функцията на въпросната част зависят от инструмента.
На музикални инструменти, позволяващи акордиране, като китари или мандолини, клавишът е част от механизма за настройка. Това е червячна предавка с край с форма на клавиш, която се използва за завъртане на зъбно колело, което от своя страна е прикрепено към стълб, който навива струната. Клавишът се използва за регулиране на височината на тона на струната.
При други инструменти, например цитри и барабани, клавишът по същество е малък гаечен ключ, използван за завъртане на механизма за настройка.

## Механизъм на звукоизвличане
При дървените духови инструменти, като флейта или саксофон, клавишите са лостове, управлявани с пръсти, използвани за отваряне или затваряне на звукови отвори, като по този начин се скъсява или удължава резониращата тръба на инструмента. Изпълнявайки това, музикантът е в състояние физически да манипулира диапазона от резониращи звукови честоти, които могат да бъдат произведени от тръбите, които са променени в различни „ефективни“ дължини, въз основа на специфични клавишни конфигурации.
Клавишите на клавиатурата на тръбен орган също отварят и затварят различни клапани, но въздушният поток се задвижва механично, а не захранван от белите дробове, и потокът въздух се насочва през различни тръби, настроени за всяка нота. Конфигурацията на тези клапани влияе върху пътищата, които въздушният поток поема в рамките на една и съща тръба, а определя пътя през коя от многобройните отделни тръби да поеме, всяка от които е настроена за определена нота.
Клавишите на акордеона насочват въздушния поток от ръчно задвижвани духала през различни настроени вибриращи тръби.
При други клавиатурни инструменти клавишът може да бъде лост, който механично задейства чукче, за да удари група струни, както е при пианото, или ключ, който захранва генератор на електрически трептения като на електронен орган или синтезатор.